# Stefano Benedetto Pallavicini
Stefano Benedetto Pallavicini (21. března 1672 Padova – 16. dubna 1742 Drážďany) byl italský básník a operní libretista.

## Život
Narodil se 21. března 1672 v Padově jako syn hudebního skladatele Carla Pallavicina. Jeho bratr, Vincenzo Pallavicino, byl hudebním skladatelem. Otec byl ředitelem komorní a divadelní hudby (camerae teatralis musicae praefectus) na dvoře saského kurfiřta
Jana Jiřího III. v Drážďanech. Stefano projevil mimořádné literární nadání, což mu umožnilo se stát dvorním
básníkem, libretistou a tajemníkem. Působil u dvora v Drážďanech a Düsseldorfu.
Jeho prvním libretem byla úprava libreta Gerusalemme liberata Giulio Cesare Corradiho pro svého otce. Rovněž další, již samostatné, libreto Antiope z roku 1689 bylo určeno pro otce. Vytvořil pak kolem dvaceti operních libret pro různé skladatele. Byli mezi nimi např. Jan Dismas Zelenka, Antonio Lotti, Giovanni Alberto Ristori a Johann Adolf Hasse. Komická opera Calandro skladatele Ristoriho na text Pallaviciniho, která byla poprvé uvedena roku 1726 na zámku Pillnitz, byla uvedena také roku 1731 v Moskvě. Byla to první italská opera uváděná v Rusku.
Ve funkci tajemníka kurfiřta byl pověřován diplomatickými službami. Tak např. navštívil v roce 1723 Prahu, aby se zúčastnil korunovace císaře Karla VI. králem českým. Pallavicini je také znám pro své překlady Horatiových Ód, Epištol a Satir.
Zemřel 16. dubna 1742 v Drážďanech.

## Libreta

### Opery
- Alfonso (hudba Johann Adolph Hasse, 1738)
- Antiope (hudba Carlo Pallavicini, 1689)
- Arianna (hudba Giovanni Alberto Ristori, 1736)
- Asteria (hudba Johann Adolph Hasse, 1737)
- Atalanta (hudba Giovanni Alberto Ristori, 1737)
- Calandro (hudba Giovanni Alberto Ristori, 1726; Johann Georg Schürer)
- Don Chisciotte (hudba Giovanni Alberto Ristori, 1727)
- Il diamante (hudba Jan Dismas Zelenka)
- Le fate (hudba Giovanni Alberto Ristori, 1736)
- Irene (hudba Johann Adolph Hasse, 1738)
- Numa Pompilio (hudba Johann Adolph Hasse, 1741)
- Senocrita (hudba Johann Adolph Hasse, 1737)
- Teofane (hudba Antonio Lotti)
- Un pazzo ne fa cento (hudba Giovanni Alberto Ristori, 1727)

### Oratoria
- Sagra pastorale (1709)
- I pastori al presepio (1721)
- Il serpente di bronzo (hudba Jan Dismas Zelenka, 1730)
- Il cantico de’ tre fanciulli (hudba Johann Adolph Hasse, 1734)
- I penitenti al sepolcro del redentore (hudba Jan Dismas Zelenka, 1736)
- Le virtù appiè della croce (hudba Johann Adolph Hasse, 1737)
- I pellegrini al sepolcro di Nostro Signore (hudba Johann Adolph Hasse, 1742; Johann Gottlieb Naumann, 1798)